# Полтавський обласний осередок Національної спілки майстрів народного мистецтва України
Полтавський обласний осередок Національної спілки майстрів народного мистецтва України (ПОО НСМНМУ) — один із осередків Націона́льної спі́лки майстрі́в наро́дного мисте́цтва Украї́ни.

## Історія
Заснований у 1992 році з метою об'єднання майстрів традиційного народного мистецтва та мистецтвознавців.

## Напрями роботи
Діяльність спрямована на збереження декоративно-ужиткового мистецтва та підтримку молодих майстрів, розвиток усіх видів народного мистецтва. ПОО НСМНМУ постійно організовує виставки декоративно-ужиткового мистецтва Полтавщини.

## Склад

### Голова
Головою спілки з 2016 року є Пілюгін Євген Іванович.

### Члени
Серед членів ПОО НСМНМУ — майстри народного мистецтва, художники, мистецтвознавці:
- Ануарова Валентина Іванівна
- Бабенко Олександр Олексійович
- Вакуленко Надія Вікторівна
- Гойда Ганна Борисівна
- Гринь Григорій Петрович
- Громовий Дмитро Пилипович
- Деркач Василь Іванович
- Діденко Ганна Павлівна
- Дмитренко Наталія Євгенівна
- Забора Віра Петрівна
- Забора Сергій Іванович
- Закорко Ольга Іванівна
- Іпатій Ніна Іванівна
- Китриш Михайло Єгорович
- Кісь Алла Володимирівна
- Кобзар Тетяна Василівна
- Коршунова Олена Вячеславівна
- Маркар'ян Алла Петрівна
- Маркар'ян Володимир Вартанович
- Міщанин Віктор Данилович
- Нечай Віктор Миколайович
- Новобранець Іван Якович
- Одарченко Вячеслав Володимирович
- Омельченко Валентина Борисівна
- Онацько Михайло Олександрович
- Омеляненко Василь Онуфрійович
- Пілюгін Євген Іванович
- Пілюгіна Лариса Михайлівна
- Пілюгіна Ольга Євгеніївна
- Пошивайло Микола Гаврилович
- Саєнко Тетяна Валентинівна
- Свиридюк Наталія Миколаївна
- Сорока Світлана Юріївна
- Токова Ніна Іванівна
- Ханко Віталій Миколайович
- Шевчук Петро Петрович
- Колінько Валентина Яківна

### Вічна пам'ять
- Литвиненко Альбіна Іванівна (1940—2009) — народний майстер художнього ткацтва.
- Надія  Несторівна Бабенко (1926—2009) — заслужений майстер народної творчості України, лауреат Національної премії України ім. Т. Г. Шевченка, кавалер ордена Княгині Ольги третього ступеня.
- Фурман Віктор Сергійович (1936—2009) — майстер різьблення на дереві та килимарства, мистецтвознавець, заслужений працівник культури України.
- Зацеркляний  Микола  Григорович (1942—2011) — майстер різьблення по дереву, заслужений майстер народної творчості України, лауреат премії ім. Олени Пчілки.
- Данилейко Володимир Григорович (1930—2017) — фольклорист, етнограф, мистецтвознавець.

## Виставки

### Виставка «Великдень» (2017)
Виставка у виставковій залі Полтавського краєзнавчого музею імені Василя Кричевського приурочена до 25-річчя заснування Національної спілки майстрів народного мистецтва України. Представлені решетилівські килими рослинного орнаменту, вишиванки, лубенські рушники, музичні інструменти Івана Новобранця, ікони різьблені по дереву Юрія Панкевича, роботи лауреатів Всеукраїнського конкурсу «Кращий твір року» Тетяни Ваценко, Олени Коршунової та Ольги Пілюгіної, скульптурні композиції з дерева Івана Чеха з м. Хорол. Мистецтво лялькарства представлене роботами Саєнко Тетяни, Свиридюк Наталії, родини Пазюченко — Киви. Малювання на склі — Наталії Дігтяр, ікони виконані в стилі полтавського народного розпису — Юлії Мохірєвої. На виставці представлено колекцію жіночих вишитих блуз і чоловічих сорочок різних майстрів Полтавщини, роботи молодих майстрів — полтавської художниці Юлії Сторожевої та учнів Державної спеціалізованої художньої школи-інтернату І-ІІІ ступенів «Коледж мистецтв в Опішні імені В. Кричевського», твори викладачів та студентів Полтавського національного педагогічного університету імені В. Г. Короленка.